# Geert De Kockere

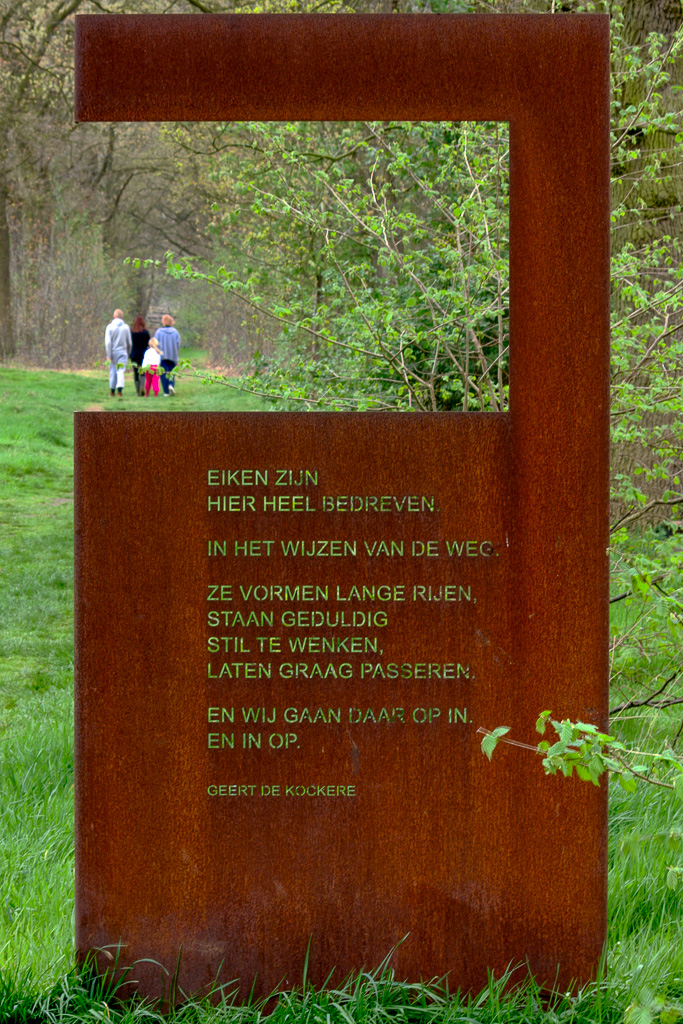
In het Turnhouts Vennengebied staan 10 platen van Cortenstaal met ‘Litenatuurtjes’ van Geert De Kockere.

Geert De Kockere (Tielt, 18 mei 1962) is een Vlaamse schrijver. Hij schrijft vooral kinderboeken.

## Biografie
Geert De Kockere studeerde voor onderwijzer, maar werd later beroepsjournalist. Zo werkte hij onder meer voor De Standaard-Het Nieuwsblad. Hij werkte mee aan de tijdschriften Dopido, Doremi, Zonnekind, Kokodi en Knuffel. Hij was bijna twintig jaar hoofdredacteur van Klap en Kits. 
In 1989 debuteerde hij met een bundel kindergedichten: Vingers in de jam, uitgegeven bij Lannoo. In 1990 richtte hij de vzw Pigmalion op: een productiehuis dat kunstzinnige projecten realiseert. In 1991 maakte hij voor uitgeverij De Eenhoorn het kinderboek Puntje puntje puntje. Ondertussen publiceerde hij al meerdere verhalen en dichtbundels voor alle leeftijden. Daarnaast verzorgde hij ook het poëziegedeelte van het kunstproject Gezicht in zicht, dat twee jaar lang door Vlaanderen reisde. In 1999 maakte hij samen met beeldend kunstenaar Koen Fossey en componiste Annemie Van Riel de interactieve animatiefilm Lancelotje. In 2003 volgde een gelijkaardige productie: Noach. 
Hij schreef niet alleen verhalen en gedichten, maar samen met de illustratoren verzorgde hij ook de hele vormgeving van zijn boeken. Aanvullend bij de boeken maakte hij ook cd-roms en websites. Sinds 2005 is hij ook twee jaar hoofdredacteur van Buitenbeen geweest, een natuurmagazine over de natuur van Vlaanderen en Nederland.
Geert De Kockere werkte ook mee aan de natuurrubriek Buitenbeeld in Man bijt hond van Woestijnvis. Met een videocamera in de hand ging hij wekelijks op stap, meestal in eigen tuin, en vertelde over de kleine gebeurtenissen in de natuur, dicht bij huis. Nu werkt hij aan 'overal beestjes' (in 2009). Hij gaat overal op zoek naar kleine beestjes op bekende plaatsen.

## Prijzen
- 1991 - Jacob van Maerlantprijs voor Puntje puntje puntje
- 1993 - Eerste Premie van de Provincie West-Vlaanderen voor het geheel van zijn werk dat verscheen tussen 1985 en 1993
- 1995 - Prijs Letterkunde 1995 van de Vlaamse Provincies voor kinderliteratuur voor zijn poëziebundel Een fruitje van zilver
- 1997 - Pluim van de maand juni (Nederland) voor Een fruitje van zilver
- 1997 - Kinder- en Jeugdjury Limburg voor Sapperlottepietjes
- 2003 - Vlag en Wimpel (Nederland) voor Noach
- 2004 - Plantin-Moretusprijs voor het best vormgegeven kinderboek voor Alsjelieft!
- 2005 - White Raven voor het prentenboek Man
- 2005 - Gouden Plaque op de Biennale van Illustraties in Bratislava voor Dulle Griet
- 2008 - Boekenpluim voor het prentenboek De vrouw en het jongetje
- 2008 - White Raven voor het prentenboek De vrouw en het jongetje
- 2009 - Illustrarte Grand Prix in Lissabon voor het prentenboek Voorspel van een gebroken liefde
- 2010 - White Raven voor Van uil tot mol - fabels